# Alcott House
La Alcott House à Ham dans le Surrey (aujourd'hui arrondissement londonien de Richmond upon Thames ), hébergea de 1838 à 1848 une communauté spirituelle utopique ainsi qu'une école nouvelle,. Ses partisans ont été impliqués dans la création de la Vegetarian Society (Société végétarienne) en 1847 .

## Histoire et idéologie
Le principal acteur de la communauté était le "socialiste sacré" et mystique James Pierrepont Greaves, influencé par le transcendantaliste américain Amos Bronson Alcott et le réformateur de l'enseignement suisse Johann Heinrich Pestalozzi. Avec ses partisans, dont Charles Lane et de riches sponsors tels que Sophia et Georgiana Chichester, il fonda la maison Alcott sur Ham Common dans le comté de Surrey en 1838. Appelée Ham Common Concordium, elle consistait en une coopérative de travail et une école pour enfants suivant l'éducation nouvelle.
La communauté était vouée au développement spirituel et à la purification. Selon les mots de Greaves, il s'agissait de créer "les meilleures conditions, intelligentes et efficaces, pour le progrès divin de l'humanité ". Pour cela, les membres se sont soumis à un mode de vie strict: réveil matinal, végétarisme strict (voir crudivorisme), pas d'excitants, célibat et simplicité volontaire. Ils ont expérimenté diverses pratiques telles que l'astrologie, l'hydrothérapie, le mesmérisme et la phrénologie. Les hommes portaient les cheveux longs et la barbe longue ainsi que des vêtements amples. Quant aux femmes, elles défiaient les conventions en ne portant pas le corset traditionnel.
L’école d’Alcott House était ouverte autant aux enfants de la communauté qu'à ceux n'en faisant pas partie, ces derniers étant généralement des parents sympathisants de l'éducation nouvelle. Le programme mettait l'accent sur la moralité et le développement des dons spirituels innés de l'enfant, passant par l'enseignement de compétences pratiques telles que le jardinage et la cuisine, ainsi que l'étude des livres. Les punitions étaient mal vues et l’éducation visait à former des « hommes et des femmes complètes », capables de vivre dans une société coopérative et ainsi s'écarter des rôles traditionnels.
En 1848, la communauté prit fin. John Minter Morgan racheta la maison pour créer un orphelinat  appliquant toujours le végétarisme. En 1856, la création d'un nouveau bâtiment, la South Lodge, a débuté. Il a depuis été converti en appartements.